# Heel Nederland Leest
Heel Nederland Leest, dat tot 2023 Nederland Leest heette, is een campagne ter bevordering van het lezen van boeken. Het evenement vindt sinds 2006 jaarlijks plaats, eerst delen van oktober en november overlappend en vanaf 2012 alleen in de maand november.

## Geschiedenis
Het evenement wordt georganiseerd door de Stichting Collectieve Propaganda van het Nederlandse Boek (CPNB). Het is gebaseerd op een Amerikaans initiatief met de naam, "One Book, One City". Het is de bedoeling dat er een discussie op gang komt over een bepaald boek. Dat boek wordt weggegeven in openbare bibliotheken, waar het door leden gratis kan worden afgehaald. 
In 2007 werd het evenement gesteund door de Nederlandse Spoorwegen en trok een zogenaamde Theo Thijssentrein bestaande uit spoorwegmaterieel uit de tijd waarin het boek speelt langs de grote stations, met daarin acteurs die personages uit het boek De gelukkige klas uitbeeldden.
In 2015 was de campagne anders opgezet dan de voorgaande jaren. Dat jaar stond geen boek centraal, maar een bundeling van allerlei korte verhalen, geschreven en samengesteld door de Nederlandse schrijver A.L. Snijders. Voor elke provincie kwam een aparte editie uit, aangevuld met verhalen uit de regio. Dit was omdat de campagne dat jaar voor de tiende keer werd georganiseerd.  
Vanaf 2016 stond er geen specifiek boek meer centraal tijdens de campagne, maar kreeg deze een thema. In 2016 was het thema Democratie en in 2017 was dit Robotica. Binnen het thema werden drie boeken geselecteerd die centraal stonden tijdens de campagne, twee buitenlandse boeken en één Nederlands boek, welke in bibliotheken in het hele land gratis werden verspreid. Er werden dus niet één, maar drie boeken uitgedeeld in de bibliotheken. Verder werd er tijdens de campagnemaand veel aandacht besteed aan het thema.
Vanaf 2023 is het thema vervallen, omdat dit volgens de CPNB te veel voor de lezer zou invullen. 

## Heel de Klas Leest
Vanaf 2016 bestaat er ook een zogenaamde Heel Nederland Leest Junior-editie, waarbij een boek bedoeld voor kinderen tussen de 10 en 14 jaar,  op scholen wordt uitgedeeld. 
De juniorversie werd in 2025 omgedoopt tot Heel de Klas Leest. Deze campagne is gericht op basisschoolleerlingen uit groep 7 en 8 en leerlingen uit vmbo 1 en 2. Het biedt een lespakket en een lesbrief, dat scholen kunnen aanschaffen om het samen lezen in de klas te stimuleren.

## Overzicht
| Jaar | Periode                  | Auteur/Samensteller                        | Titel | Oplage                         |
| ---- | ------------------------ | ------------------------------------------ | --- | ------------------------------ |
| 2006 | 20 oktober – 17 november | Frank Martinus Arion                       | Dubbelspel | 725.000                        |
| 2007 | 19 oktober – 16 november | Theo Thijssen                              | De gelukkige klas | 957.500                        |
| 2008 | 17 oktober – 14 november | Harry Mulisch                              | Twee vrouwen | 1.000.000                      |
| 2009 | 20 oktober – 17 november | Hella Haasse                               | Oeroeg | 894.000                        |
| 2010 | 22 oktober – 19 november | Jacoba van Velde                           | De grote zaal | 664.500                        |
| 2011 | 21 oktober – 18 november | Remco Campert                              | Het leven is vurrukkulluk | 702.100                        |
| 2012 | november                 | Willem Frederik Hermans                    | De donkere kamer van Damokles | 630.496                        |
| 2013 | november                 | Godfried Bomans                            | Erik of het klein insectenboek | 556.408                        |
| 2014 | november                 | Maarten 't Hart                            | Een vlucht regenwulpen | 505.740                        |
| 2015 | november                 | A.L. Snijders                              | Nederland leest de mooiste korte verhalen | 441.790                        |
| Jaar | Periode                  | Thema                                      | Titel en auteur | Oplage                         |
| 2016 | november                 | Democratie                                 | Morten - Anna Levander Heer van de vliegen - William Golding Liefde en schaduw - Isabel Allende Junior: Strijd om Drakeneiland - Lydia Rood                                  | 118.850 105.700 117.250 45.000 |
| 2017 | november                 | Robotica                                   | Ik, Robot - Isaac Asimov De robot van de Machine is de mens - Ronald Giphart en Asibot Junior: Cyberboy - Tanja de Jonge                                                     |                                |
| 2018 | november                 | Voeding                                    | Je bent wat je leest - Pierre Wind, Charlotte Kleyn, Marion Pauw, Joël Broekaert, Rosanne Hertzberger Junior: Graaf Sandwich en andere etenswaardigheden - Jan Paul Schutten |                                |
| 2019 | november                 | Duurzaamheid                               | Winterbloei - Jan Wolkers Junior: Borealis - Marloes Morshuis |                                |
| 2020 | november                 | Kleine geschiedenis, grote verhalen        | Het zwijgen van Maria Zachea - Judith Koelemeijer Junior: Dwars door de storm - Martine Letterie & Karlijn Stoffels                                                          |                                |
| 2021 | november                 | Over de grens                              | De wandelaar - Adriaan van Dis Junior: Katvis - Tjibbe Veldkamp |                                |
| 2022 | november                 | Oud worden, jong blijven                   | Mevrouw mijn moeder - Yvonne Keuls Junior: De regels van drie - Marjolijn Hof                                                                                                |                                |
| Jaar | Periode                  | Auteur                                     | Titel | Oplage                         |
| 2023 | november                 | Annejet van der Zijl Junior: Annet Huizing | Sonny Boy Junior: Het Pungelhuis | 250.000                        |
| 2024 | november                 | Tommy Wieringa Junior: Emiel de Wild       | Joe Speedboot Junior: Broergeheim |                                |
| 2025 | november                 | Johan Fretz Junior: Bibi Dumon Tak         | Onder de paramariboom Junior: Soldaat Wojtek |                                |

## Curaçao
Op Curaçao bestaat een vergelijkbare leesbevorderingscampagne sinds 2006 onder de naam Kòrsou ta lesa - Curaçao leest. In 2006 werd daar Dubbelspel van Frank Martinus Arion gelezen en in 2008 Mi negrita, mi ruman, de Papiamentu-vertaling van Mijn zuster, de negerin van Cola Debrot.
2006: Dubbelspel (Frank Martinus Arion) · 2007: De gelukkige klas (Theo Thijssen) · 2008: Twee vrouwen (Harry Mulisch) · 2009: Oeroeg (Hella Haasse) · 2010: De grote zaal (Jacoba van Velde) · 2011: Het leven is vurrukkulluk (Remco Campert) · 2012: De donkere kamer van Damokles (Willem Frederik Hermans) · 2013: Erik of het klein insectenboek (Godfried Bomans) · 2014: Een vlucht regenwulpen (Maarten 't Hart) · 2023: Sonny Boy (Annejet van der Zijl) · 2024: Joe Speedboot (Tommy Wieringa)